# Сверхдержава

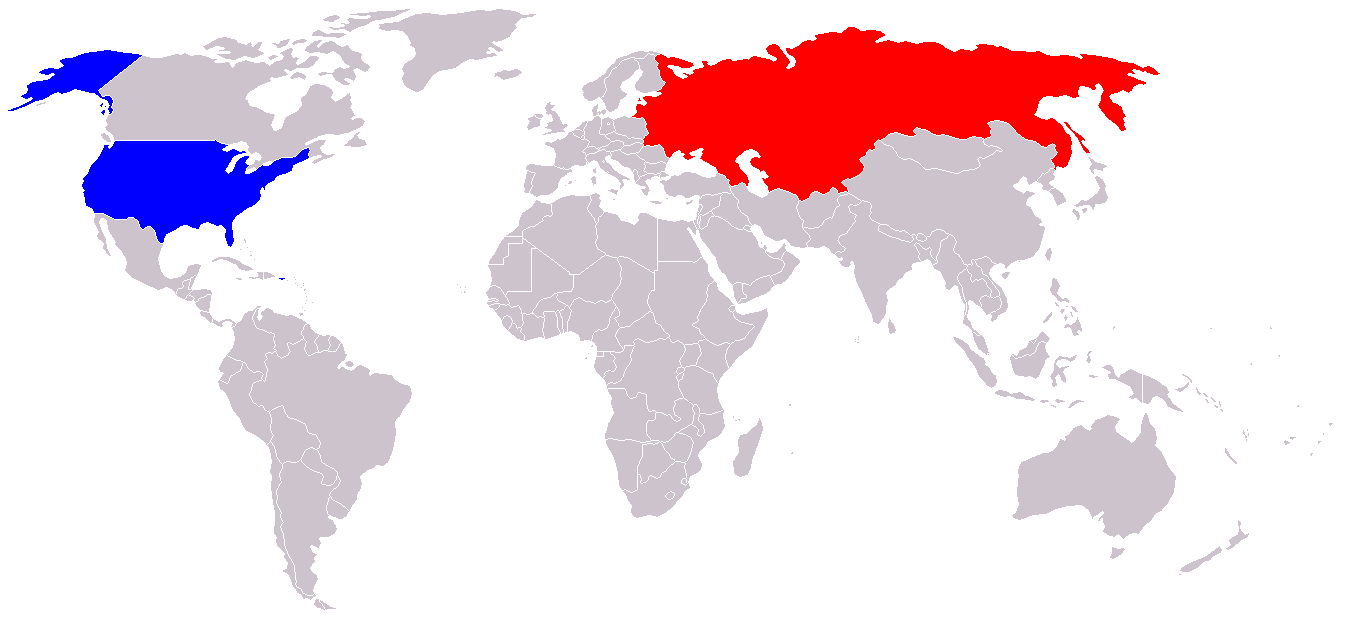
Термин «сверхдержава» использовался во время холодной войны (1946—1991) по отношению к США и СССР

«Сверхдержа́ва» (англ. superpower) — термин, который использовался во время холодной войны (1946—1991) по отношению к США и СССР, а после её завершения и распада СССР — по отношению к США. Учёные расходятся в том, какие именно критерии делают указанные страны сверхдержавами.

## История понятия
Предшественником термина «сверхдержава» был термин «великая держава». После Венского конгресса 1815 года, закрепившего итоги Наполеоновских войн, этот термин использовался по отношению к Британской империи, Австрийской империи, Российской империи, Пруссии и Франции. В соответствии с Венской системой международных отношений государства делились на «великие державы» и все остальные.
Некоторые источники пишут, что термин «сверхдержава» (англ. superpower) использовался после Первой мировой войны (1914—1918), в 1920-х годах, или даже ранее, по отношению к Британской империи.

### Во время Второй мировой войны

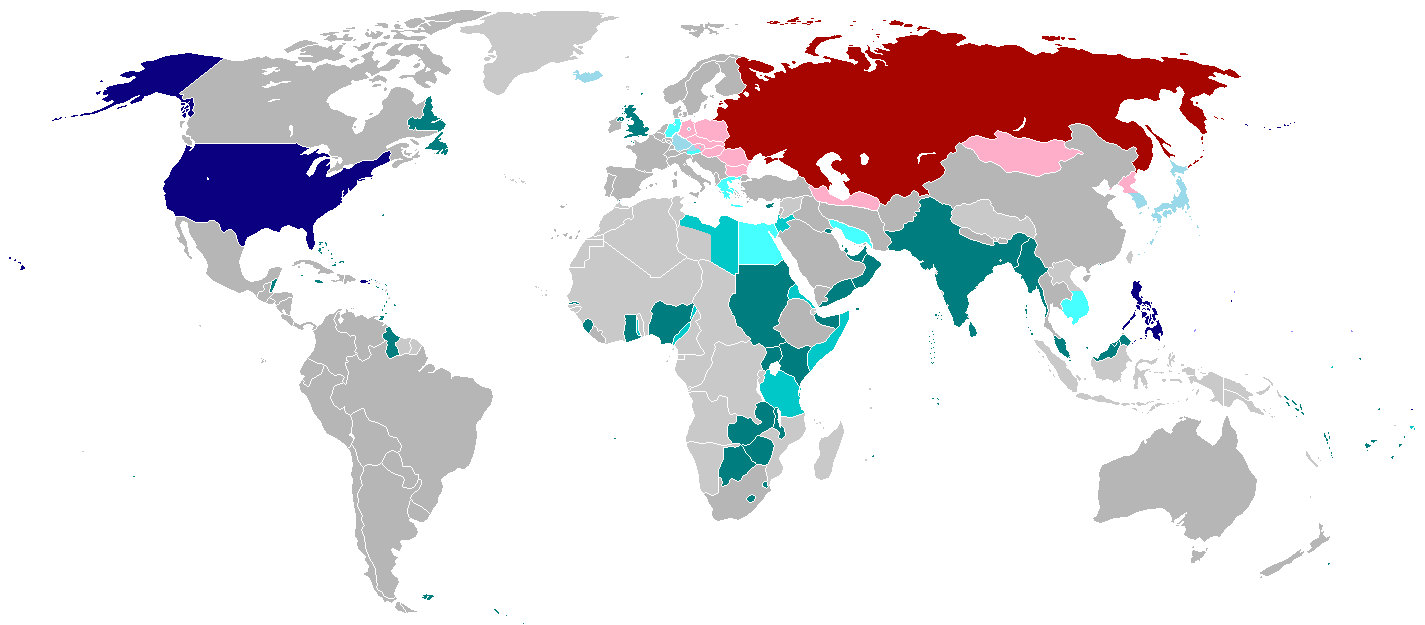
Во время Второй мировой войны термин «сверхдержава» применялся к странам «Большой тройки» — Британской империи, США и СССР

Во время Второй мировой войны (1939—1945) он начал применяться по отношению к странам «Большой тройки» — Британской империи, США и СССР.
Идею о том, что по итогам войны эти три страны сконцентрируют огромную власть, была выдвинута американским геополитиком Николасом Спикмэном. Он рассматривал будущее соперничество этих стран в работах «Американская стратегия в мировой политике» (англ. America's Strategy in World Politics; 1942) и «География мира» (англ. The Geography of the Peace; 1944).
Собственно термин «сверхдержава» популяризовал американский учёный Уильям Торнтон Рикерт Фокс, написавший книгу «Сверхдержавы: США, Великобритания и СССР — их ответственность за мир» (англ. The Super-Powers: The United States, Britain and the Soviet Union—Their Responsibility for Peace; 1944). При этом Фокс, в отличие от Спикмэна, считал, что эти страны будут сотрудничать для обеспечения мира.

### Во время холодной войны
В ходе послевоенной деколонизации Британская империя утратила свои колонии. Великобритания, будучи ослаблена войной, стала зависеть от США. В результате термин «сверхдержава» стал применяться к двум странам — США и СССР.

Биполярный мир в 1980 году:
Страны — члены НАТО
Другие союзники США и НАТО
Страны — члены Варшавского Договора
Социалистические страны — союзники СССР
Другие союзники СССР
Китай и Албания
Неприсоединившиеся страны

Применение термина «сверхдержава» по отношению к США и СССР было тесно связано с идеей биполярного мира — мира, в котором есть два полюса силы — США и СССР. Эта идея была популяризована американскими политологами Гансом Моргентау и Кеннетом Уолтцем, которые рассматривали биполярный мир как основу стабильного мироустройства, поскольку при наличии двух «сверхдержав», с их точки зрения, менее важно создание военно-политических коалиций.
Понятие «сверхдержава» являлось центральным в теории «Трёх миров» (1964) китайского лидера Мао Цзэдуна, использовавшего его для критики «агрессивных устремлений» США и СССР.

### После холодной войны
После завершения холодной войны и распада СССР в 1991 году термин «сверхдержава» продолжил использоваться по отношению к США, которые обычно описывались как единственная оставшаяся сверхдержава.
По мере развития Китая он стал рассматриваться как потенциальная сверхдержава, которая будет играть роль второго полюса международных отношений взамен СССР. В качестве альтернативы были выдвинуты идеи многополярного мира с несколькими полюсами силы. С другой стороны, по отношению к США появился новый термин «гипердержава» (англ. hyperpower), предполагающий беспрецедентное могущество США как единственного полюса силы.

## Критерии «сверхдержав»
В период холодной войны термин «сверхдержава» консенсусно применялся по отношению к СССР и США, однако учёные расходятся в том, какие именно критерии отличали указанные страны от других крупных держав и делали их сверхдержавами. В качестве таких критериев использовались:
- военная мощь («жёсткая сила»)[2],
- способность проецировать военную мощь по всему миру[3][1],
- ядерное оружие[1],
- влияние на другие страны и международные организации («мягкая сила»)[2][3],
- экономические возможности[3][1],
- большое население[1],
- географическая протяжённость[2][1],
- научно-техническое развитие[4],
- культурный уровень[4]

и другие.

## Критика термина
Термин «сверхдержава» используется для упрощённого описания мироустройства в период холодной войны. Международная энциклопедия политологии (англ. International Encyclopedia of Political Science; 2013) перечисляет следующие четыре ограничения этого термина:
- термин «сверхдержава» преувеличивает степень влияния США и СССР на другие страны, хотя многие из них оказывали сопротивление США и СССР;
- он не объясняет природу холодной войны, игнорируя социально-экономические основы США и СССР, их противоположные мировоззрения и отличия в их истории;
- он предполагает равенство между сторонами, хотя на протяжении всей холодной войны превосходство было на стороне США;
- а также термин «сверхдержава» препятствовал прогнозированию: из-за того, что СССР считался сверхдержавой, его считали более сильным, чем он был на самом деле, что препятствовало видению предпосылок к его распаду.